# Lucien Jusseaume
Pour les articles homonymes, voir Jusseaume.
Louis Hubert dit Lucien Jusseaume (né le 10 février 1861 à Paris 19e et mort le 8 juillet 1925 à Paris 10e) est un peintre de décors français.
Fils de Nicolas-Cyprien Jusseaume (1833), peintre décorateur, et de Marguerite Pagand, il épouse Berthe Lagoutte.
Il est considéré comme l'un des plus grands décorateurs de théâtre, de style réaliste.
Selon Jean-Pierre Berthomé: « Lucien Jusseaume est réputé être le premier décorateur de son temps à avoir assuré seul les décors d’une œuvre entière, sans doute pour Fidelio de Beethoven représenté à l’Opéra-Comique en 1898 ».
Il peint les décors de la première à la Scala pour Madame Butterfly en février 1904. Il travaille pour le Théâtre-Libre mais aussi pour la Comédie-Française avant 1898, puis travaille quasi exclusivement à l'Opéra-Comique pendant un quart de siècle.
Avec le décorateur Eugène Ronsin (1867-1938), son atelier réalise les décors pour la création en 1902 de l'opéra Pelléas et Mélisande. Il s'inspire en voyageant des décors réels, comme pour Carmen, pour Le Juif polonais (en Alsace), pour Mireille (en Provence), pour La sorcière (Espagne). Il est notamment rappelé pour le décor de l'acte de « La Forêt » dans Chantecler.
Parmi ses autres œuvres, il faut encore citer Le Roi Lear (mise en scène d'André Antoine, Théâtre Antoine), Jules César (mise en scène d'A. Antoine, Odéon), Ramuntcho (d'après le roman de P. Loti, mise en scène d'A. Antoine, Odéon) L'Honneur japonais (Odéon), Louise, Pénélope, Orphée, Lorenzaccio, L'Enfant roi (Opéra-Comique).
Son atelier (comme les ateliers concurrents de Marcel Jambon ou Alexandre Bailly) réalise également des décors pour les studios de cinéma pendant la période du muet, notamment pour le studio Le Film d'Art.
Il se suicide en 1925 à son domicile au 17 rue Vicq-d'Azir à Paris.
Son associé, le peintre et décorateur Eugène Prévost-Messemin reprend la direction de son atelier,.